# تراخت

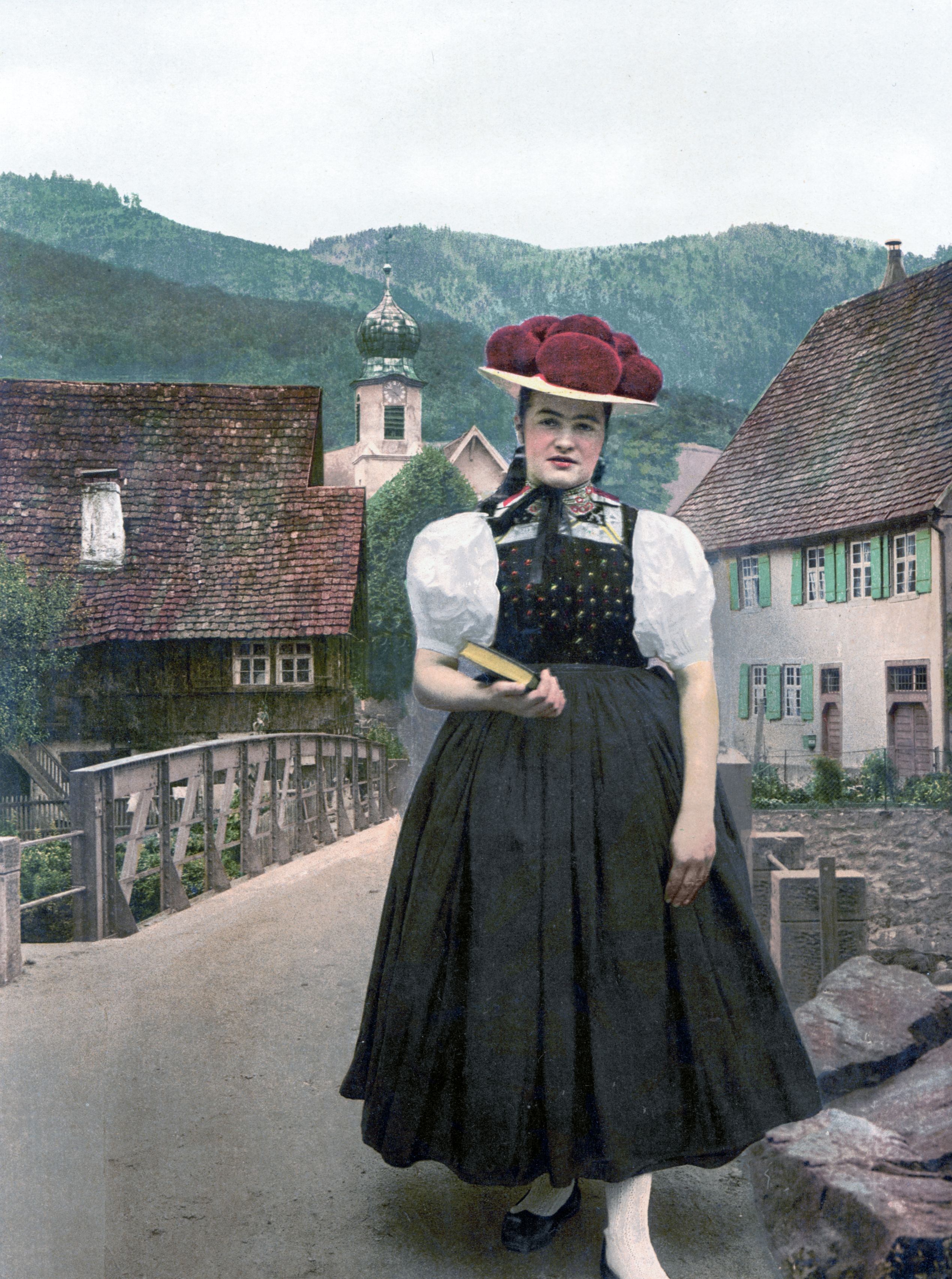
نوعی تراخت زنانه معروف به جنگل انبوه، سال ۱۲۷۹ خورشیدی، شهر بادن، اتریش

تراخت (آلمانی: Tracht) نوعی لباس سنتی است که در کشورهای آلمانی‌زبان مورد استفاده قرار می‌گیرد.

## تاریخچه
اگرچه این لباس اصالتاً در منطقه باواریا و کشور اتریش پوشیده می‌شده است اما در سراسر آلمان، سوییس، هلند و سایر مناطق شمال غرب اروپا نیز استفاده می‌شود.
این لباس الهام گرفته از لباس دهقانان و روستاییان جنوب آلمان و شمال اتریش است که به لنداوس‌مد معروف بوده است.

## انواع
تراخت در دو نوع زنانه و مردانه دوخته می‌شود و هنوز در اتریش و بخشهایی از آلمان مورد استفاده است.
در شمال آلمان تراخت‌های فریزیانی و فینکن‌وردر و در جنوب تراخت های مختلفی مانند جنگل انبوه،بادن وورتمبرگ،دانوبه سوابین و تسیمرمان دوخته می‌شده‌اند.

## نگارخانه

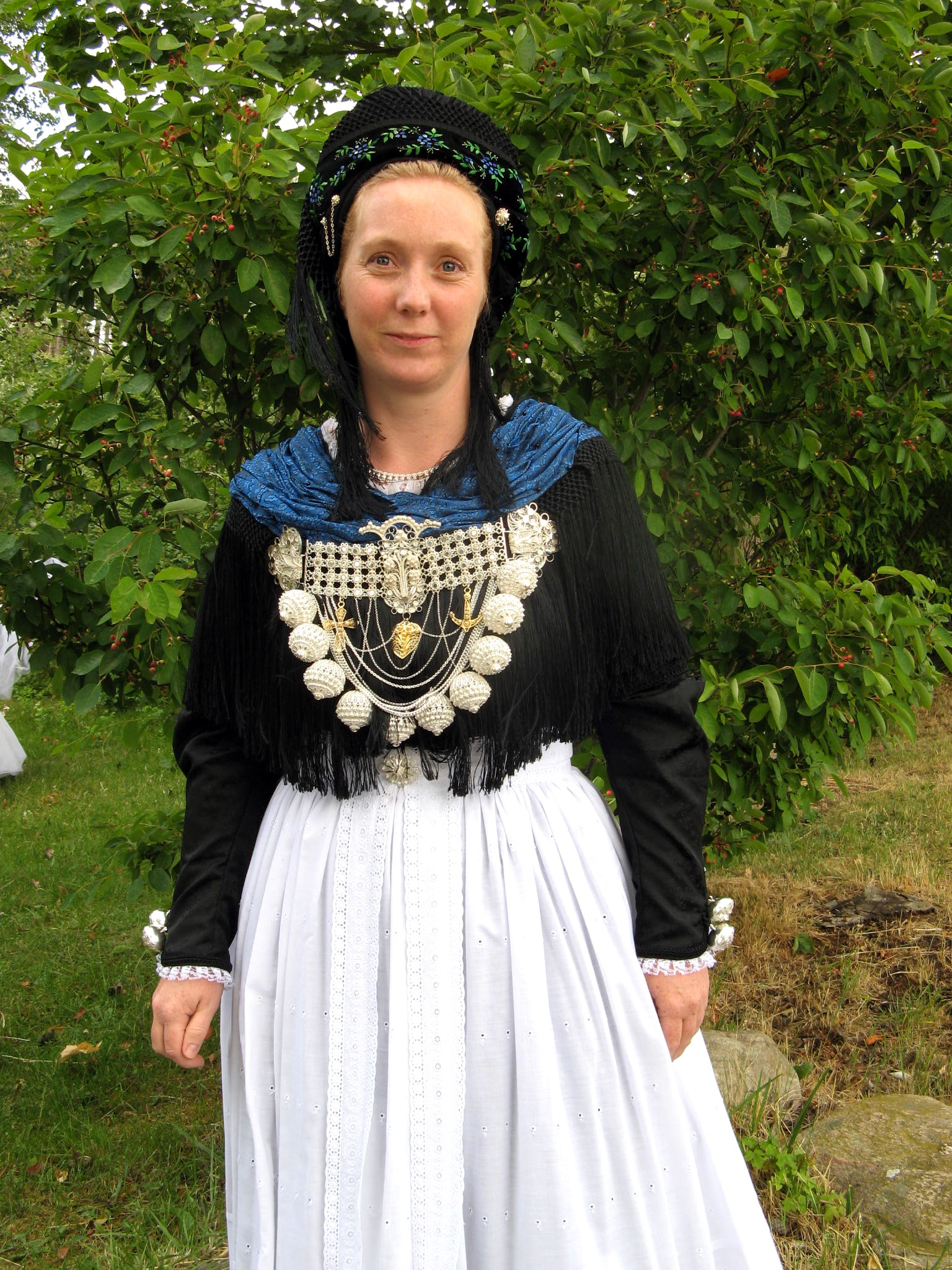
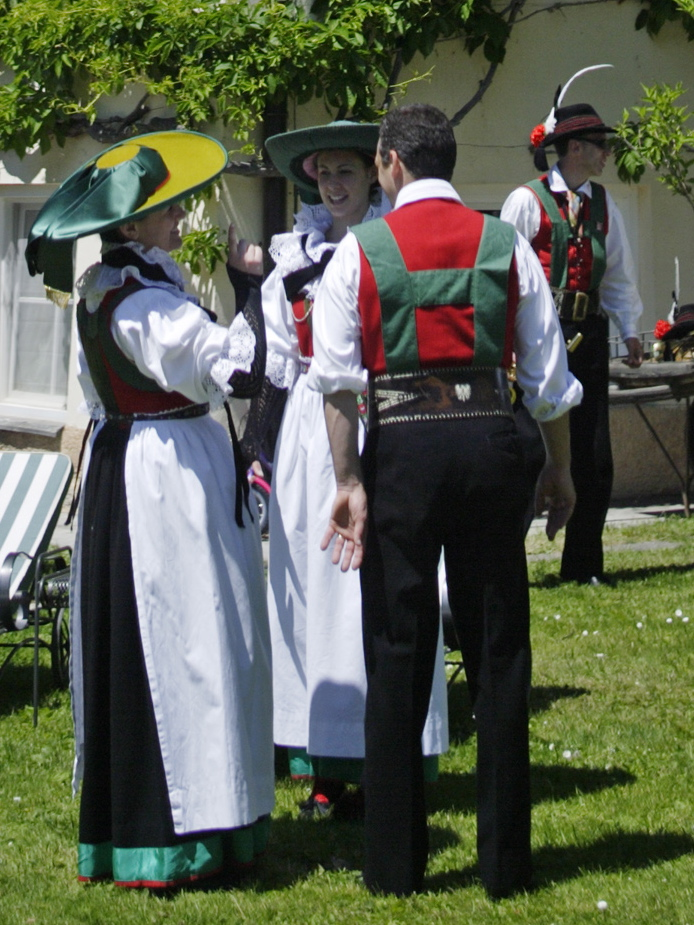
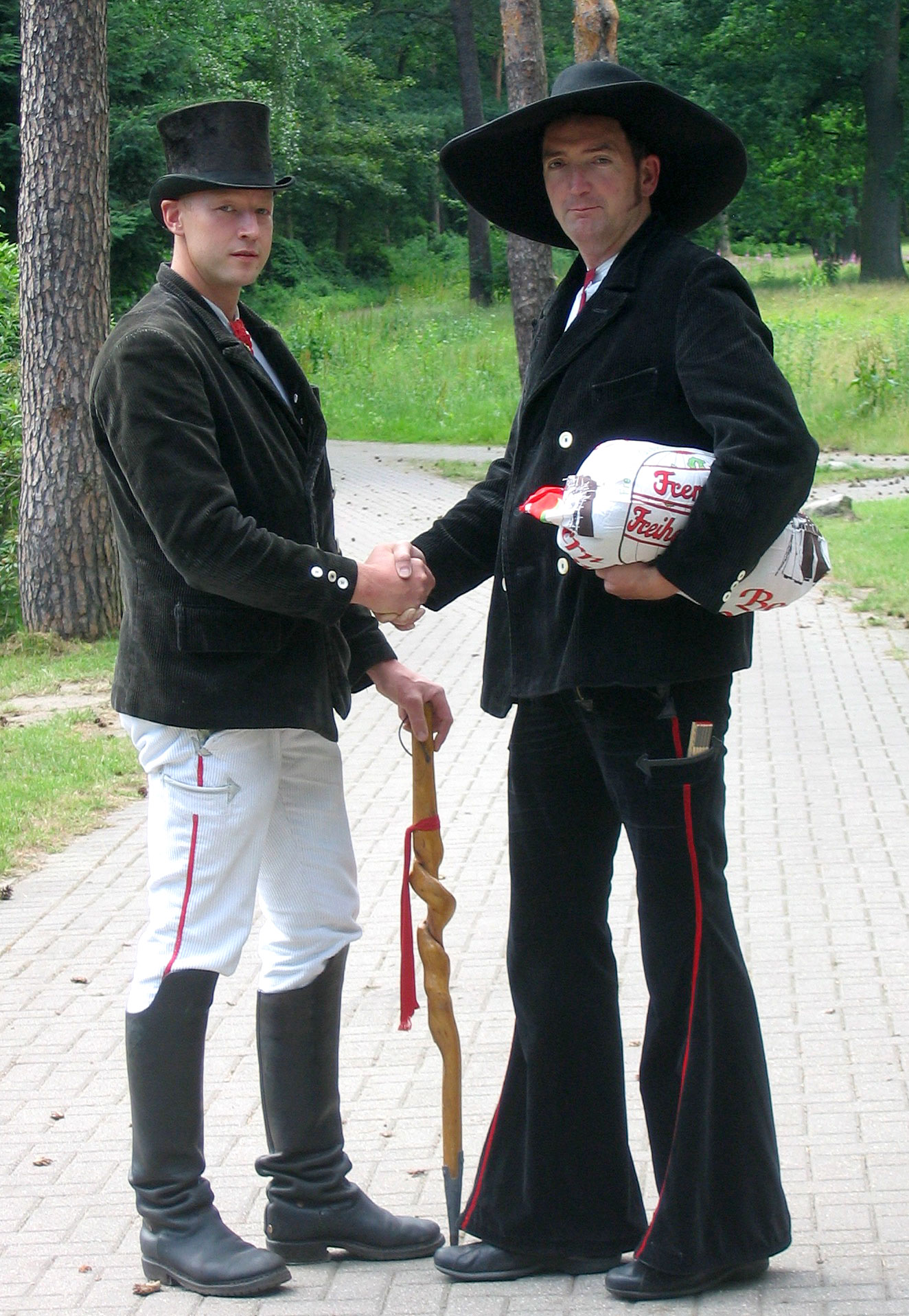
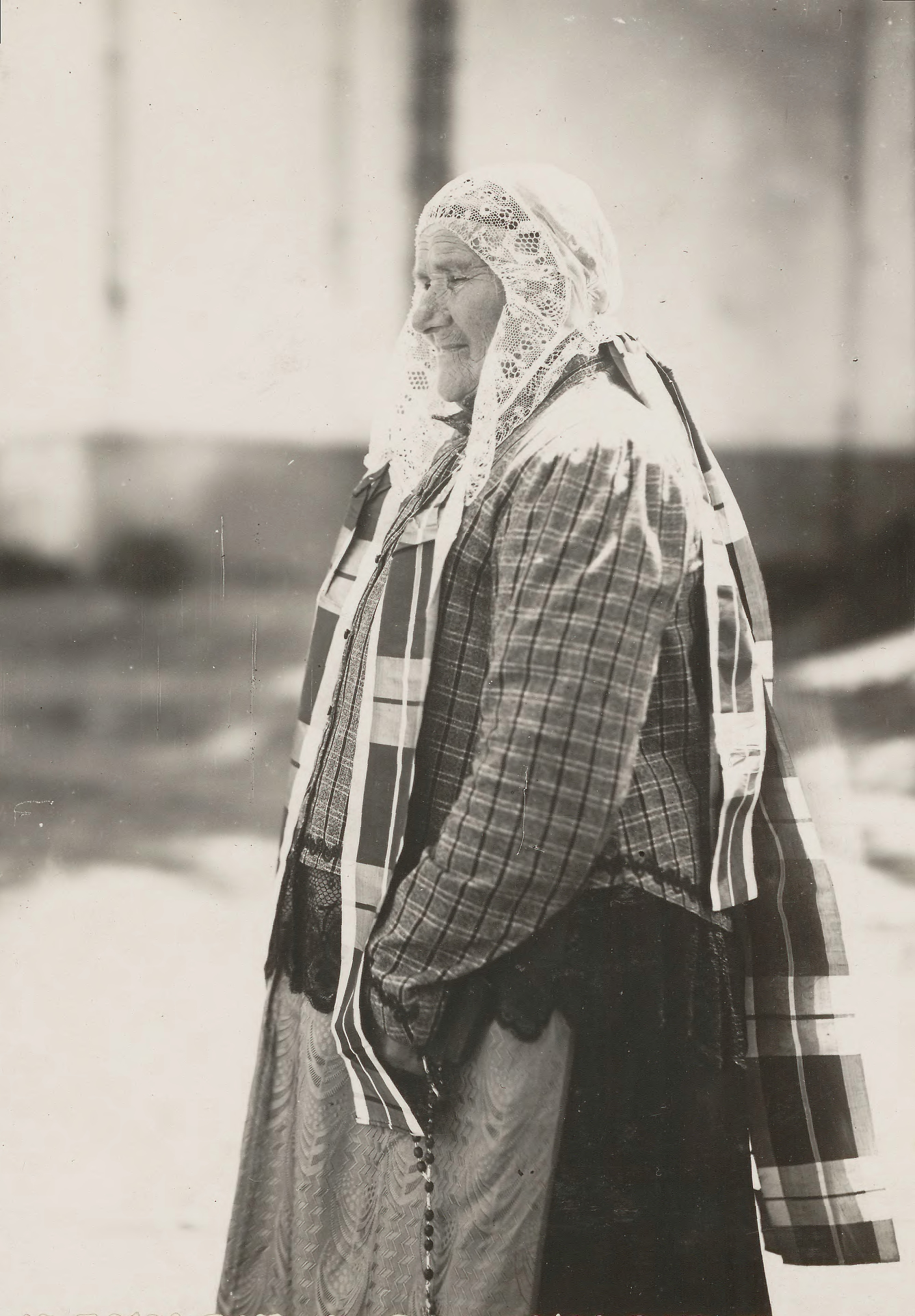
پرودنیک